# Вилт Вилмош
Вилт Вилмош (мађ. Vilmos Vilt; Банреве, Мађарска, 26. септембар 1875 — Нови Сад, 30. март 1939) био је лекар, балнеолог и један од оснивача и директор Јодне бање у Новом Саду.

## Биографија
Вилт Вилмош рођен је 26. септембра 1875. године у Банреву. Преминуо је у 63. години живота 30. марта 1939. у Новом Саду. Био је један од оснивача и директор Јодне бање у Новом Саду а на ту функцију је дао оставку. Такође, био је један од покретача Делбачких дневних новина, и активни политичар у мађарској странци. У период од 1927. до 1929. био је градски посланик.
Сахрањен је на Римокатоличком гробљу у Новом Саду.  